# Rolf Portz

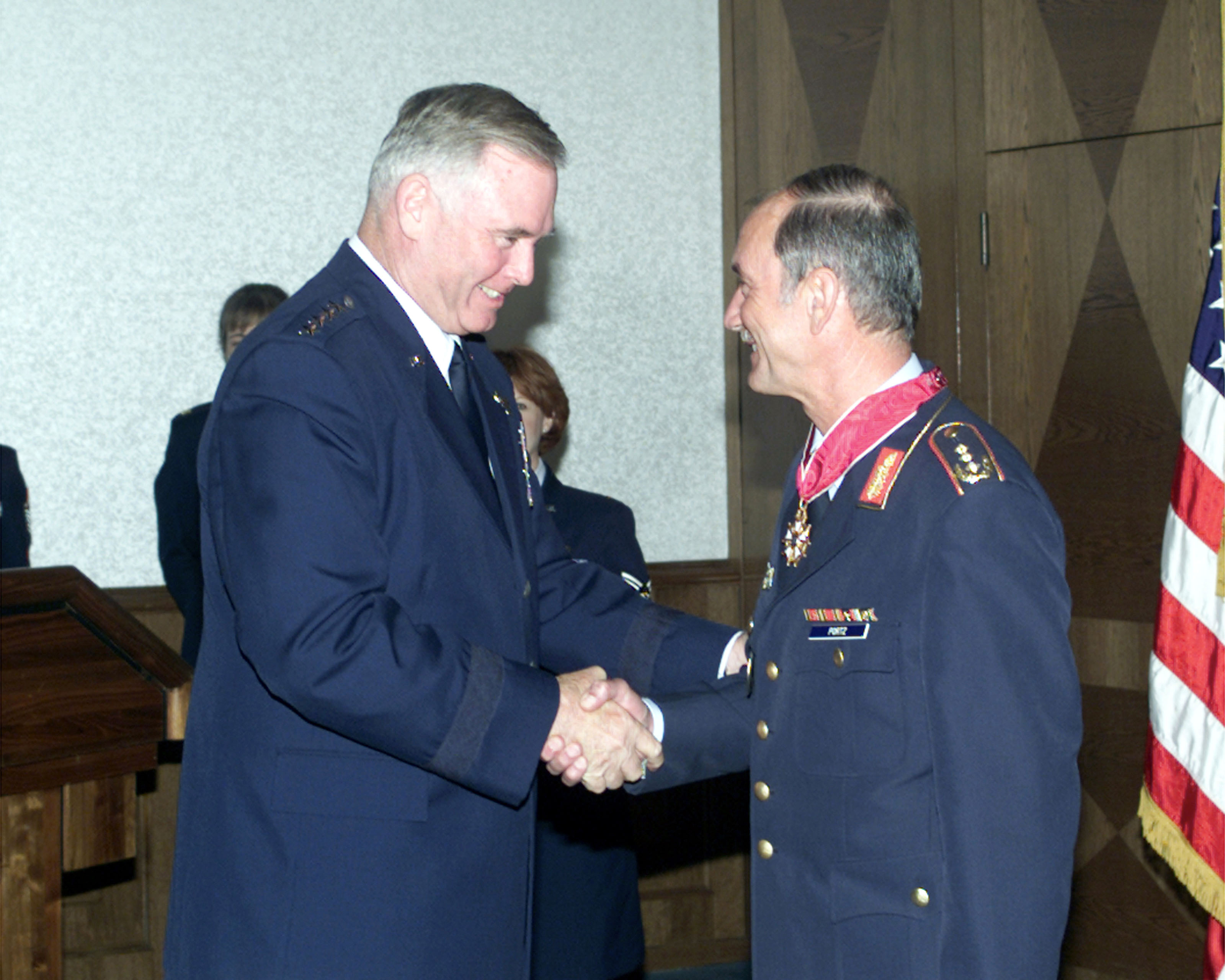
Generalleutnant Rolf Portz (rechts) bei der Verleihung des Orden Legion of Merit durch US-General Michael E. Ryan

Rolf H. Portz (* 15. Oktober 1940 in Bremen) ist ein deutscher Generalleutnant a. D. der Bundeswehr (Luftwaffe). Von 1997 bis 2001 war er Inspekteur der Luftwaffe.

## Militärische Laufbahn
Rolf Portz trat 1960 in die Luftwaffe ein und absolvierte bis 1964 seine Ausbildung zum Offizier und zum Strahlflugzeugführer in Uetersen, Landsberg am Lech und Fürstenfeldbruck. In dieser Zeit wurde er auf der Piper L-18, der North American T-6, der Lockheed T-33A und der Fiat G.91 geschult. Nach seiner Beförderung zum Oberleutnant wurde er zum Jagdbombergeschwader (JaboG) 35 nach Husum versetzt. Zum Hauptmann befördert wurde er als Aufklärungspilot und Einsatzoffizier im Leichten Kampfgeschwader 41 (ebenfalls Husum) eingesetzt. Von 1970 bis 1972 nahm Portz am 15. Generalstabslehrgang der Luftwaffe teil. Im Anschluss wurde er als Major im deutsch-dänischen NATO-Hauptquartier, dem Allied Command Baltic Approaches in Karup, Dänemark, eingesetzt. Als Generalstabsoffizier und Dezernatsleiter beim Kommando 3. Luftwaffendivision wurde er von 1975 bis 1977 nach Kalkar abkommandiert, nachdem er 1974 zum Oberstleutnant befördert wurde. Bis 1979 war Portz stellvertretender Kommandeur der Fliegenden Gruppe im JaboG 43 in Oldenburg, bevor er diese bis 1980 kommandierte.
Bis zu seiner Beförderung zum Oberst war er Referent im Führungsstab der Streitkräfte im Bundesministerium der Verteidigung in Bonn. Im Anschluss wurde er Abteilungsleiter im Kommando 2. Luftwaffendivision in Birkenfeld. Als Kommodore des Jagdbombergeschwaders 49 tat er bis 1987 seinen Dienst, bevor er eine erneute Ministerialverwendung als Referatsleiter antrat. 1990 wurde Portz zum Brigadegeneral ernannt und wurde Amtschef für Studien und Übungen der Bundeswehr in Bergisch Gladbach. Zwei Jahre später wurde er als Generalmajor Abteilungsleiter im Hauptquartier der alliierten Streitkräfte für Europa (SHAPE). 1993 wurde Portz Generalleutnant und kommandierender General des Luftwaffenkommandos Nord, bevor er 1994 stellvertretender Inspekteur der Luftwaffe wurde. Am 1. Oktober 1997 wurde Generalleutnant Rolf Portz vom damaligen Bundesverteidigungsminister Volker Rühe zum Inspekteur der Luftwaffe ernannt. Diese Position nahm er bis zum 31. März 2001 wahr.